# Luciano Moggi
Luciano Moggi (Monticiano, Siena, 10 de julio de 1937), exdirigente deportivo y mánager futbolístico italiano.
Ha cubierto desde 1994 al 14 de mayo del 2006 el puesto de director general de la Juventus.

## Biografía
Durante su carrera de mánager futbolístico Luciano Moggi ha coleccionado numerosos apodos: por su poder en el mundo futbolístico venía frecuentemente abordado a la figura de Lucky Luciano, mientras el menos famoso pero seguramente más "honorífico" era La Paletta, apodo debido a su precedente actividad de funcionario de las Ferroviarias italianas. También su hijo Alessandro Moggi es mánager deportivo que cuida los intereses de numerosos jugadores a través de la sociedad Gea World.
Personaje controvertido y discutido del fútbol italiano, ha sido colaborador de Italo Allodi y dirigente de diversos clubes futbolísticos como: Torino, Napoli, Roma, Lazio y Juventus. En mayo del 2006 su nombre ha estado ligado al escándalo deportivo en Italia.
El 15 de junio de 2011 la Federación Italiana de Fútbol inhabilitó de por vida a Moggi por su implicación en el Calciopoli.
Finalmente, el 8 de noviembre de 2011, Moggi fue condenado a cinco años y cuatro meses de cárcel por su implicación en el denominado Calciopoli.
Desde 2011 colabora con Radio Manà Manà.